# Tasacultuur
De Tasacultuur is een laat-neolitische cultuur in Egypte (±4.500-4.000 v.Chr.), vernoemd naar de vindplaats Deir Tasa, ongeveer 30-40 km ten zuiden van Assioet aan de linkeroever van de Nijl. Een andere belangrijke vindplaats is Mostagedda.
De cultuur wordt gevonden in het noorden en midden van Opper-Egypte, ongeveer tot Armant, 20 km ten zuiden van Luxor. Het gebied overlapt zich voor een groot deel met de iets latere Badaricultuur. In vergelijking met de Badaricultuur en de daaropvolgende Naqadacultuur zijn er weinig grotere vindplaatsen bekend, wel enkele graven en geïsoleerde vondsten. Het aardewerk is echter goed bekend. 
Het betrekkelijk eenvoudige aardewerk bestaat hoofdzakelijk uit twee types: een grove bruine soort met een meest ronde of spitse bodem, en een wat verfijndere grijs-zwarte met karakteristieke loodrechte groeven. Daarnaast komt zeldzamer een type met ingekerfde wit ingevulde decoraties voor, met als opvallendste vorm een tulpvormige beker met soms ronde of spitse bodem. Nog zeldzamer is een rood gepolijst keramiek met zwarte randen. Dit laatste type wordt karakteristiek bij de Badari- en Naqadacultuur. De oudere vondsten zijn echter door hun vorm en loodrechte groeving tot de Tasacultuur te rekenen. 
Anders dan bij de Badaricultuur, welke bijna uitsluitend vormen met ronde bodems kent, toont het Tasakeramiek, vooral bij het grijs-zwarte aardewerk, platte bodems zoals karakteristiek 
voor het Naqada I-aardewerk. De oorsprong van dit type laat zich tot Neder-Egypte terugleiden, waar tijdens de Merimde- en Fajoem-A-cultuur vergelijkbaar eenvoudig vaatwerk gemaakt werd.
Voor de laat-neolthische ontwikkeling van Boven-Egypte zijn de invloeden uit Neder-Egypte bepalend geweest. Naast de gelijkenissen in aardewerk wijst ook het mensentype uit de graven van de Tasacultuur naar Noord-Egypte, zodat van een migratie van mensen en culturen uit het noorden naar Midden-Egypte uitgegaan kan worden. Hieruit ontwikkelde zich in het noorden en midden van Boven-Egyte de Tasacultuur. 
Volgens oudere opvattingen zou de Badaricultuur zich uit de Tasacultuur ontwikkeld zou hebben. In het noorden van Opper-Egypte voegt zich de Badaricultuur tussen de vroege Tasacultur en de late Naqada-I-cultuur, ontstaan door een migratie uit de Oostelijke Woestijn naar de Nijlvallei. 
Het Naqada I-aardewerk heeft echter sterkere gelijkenissen met de Tasakeramiek. De vormgeving van een deel van de Naqadakeramiek heeft gelijkenis met de vrijwel uitsluitend vlakke bodems en streng-geometrische driehoeks- en lijndecoraties van de Tasa-bekers. Ook de stratigrafie wijst op een relatie tussen Tasa en Naqada, zoals de gedeeltelijke overlapping van beide culturen bij Hamamiya. In het midden van Opper-Egypte was de Badari-invloed minder groot, zodat zich daar de Naqada-I direct uit de Tasacultuur ontwikkelde.
Bij de Tasacultuur worden voor het eerst langwerpig-rechthoekige schminkpaletten gevonden, welke echter in tegenstelling tot die van de Badaricultuur meest uit albast of kalksteen gemaakt zijn.